# Roma Imperiale (Forte dei Marmi)
Roma Imperiale è un quartiere del comune di Forte dei Marmi in Versilia (Toscana).
È il quartiere più esclusivo della Versilia, caratterizzato dalle sue ville tipiche, dai ponticelli che passano sopra il fiumetto e dai suoi parchi.

## Geografia
Confina a sud con il parco della Versiliana facente parte di Marina di Pietrasanta, a est con il quartiere di Caranna, a nord con Via XX Settembre e a ovest con Via della Repubblica, formando così un quadrilatero quasi perfetto.

## Storia
Le prime ville risalgono alla fine dell'800, quando Forte dei Marmi comincia ad attirare molti turisti stranieri e artisti di rilievo come: Arnold Böcklin, Carlo Carrà, Orazio Pedrazzi, Adolf von Hildebrand, John Singer Sargent e Isolde Kurz.
Il progetto di creare un vero e proprio quartiere fu ideato da Giovanni Michelucci, che nel XX secolo fu uno dei maggiori architetti italiani.
L'area prende il nome dalla Società Cooperativa Anonima Roma Imperiale che acquistò negli anni '20 tutti i territori della zona per poi rivenderli a lotti.
I primi residenti della zona furono artisti e immigrati di origine tedesca, che si trasferirono in questo posto sotto consiglio del dottor Vanzetti in quanto il clima di Forte dei Marmi è considerato particolarmente salutare.

## Monumenti e luoghi d'interesse

### Ville
Roma Imperiale è nota per le sue ville tipiche e di rilevanza storica, le più importanti sono:
- Casa Mann Borgese
- Villa Agnelli
- Villa Antonietta
- Villa Apuana
- Villa Costanza
- Villa Elena

### Chiesa estiva
A Roma Imperiale si trova la Chiesa della Resurrezione, una delle due "chiese estive" di Forte dei Marmi (l'altra chiesa si trova a Vittoria Apuana, quartiere nord di Forte). Questa particolare chiesa si trova all'aperto ed apre solo d'estate.